# 维斯廷环形山

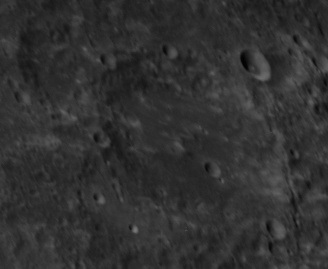
阿波罗14号哈苏相机拍摄的斜视图

维斯廷环形山（Vestine）是位于月球背面的一座古老的大型撞击坑，约形成于前酒海纪，其名称取自美国地球物理学家和气象学家欧内斯特·哈里·维斯廷(Ernest Harry Vestine，1906年至1968年)，1970年被国际天文学联合会批准接受。该环形山也被称为"撞击坑 111"。

## 描述
维斯廷环形西北与比尔斯环形山和黎曼环形山相毗邻、东北靠近巨大的哈尔赫比环形山、东南方坐落着二座相连的大撞击坑里查孙环形山和麦克斯韦尔陨石坑、南面横亘着约里奥环形山、瑞利环形山则位于它的西南。
该环形山的中心月面坐标为33°52′N 93°41′E / 33.87°N 93.68°E，直径97.8公里，深度为2.85公里。
由于漫长的存续期，该陨坑已非常破损，环四壁围绕着数座小撞击坑。陨坑西侧坐落着一座更古老的卫星坑"维斯廷 T"。环形山侧壁高于周边地形1460米，坑内容积达9000公里³。碗状的坑底较为平坦，中部有一道拱起的低矮山脊，它的东面是一座小撞击坑。

## 卫星陨石坑
按照惯例，最靠近维斯廷环形山的卫星坑在月图上以字母标注在该坑中心点的旁边。

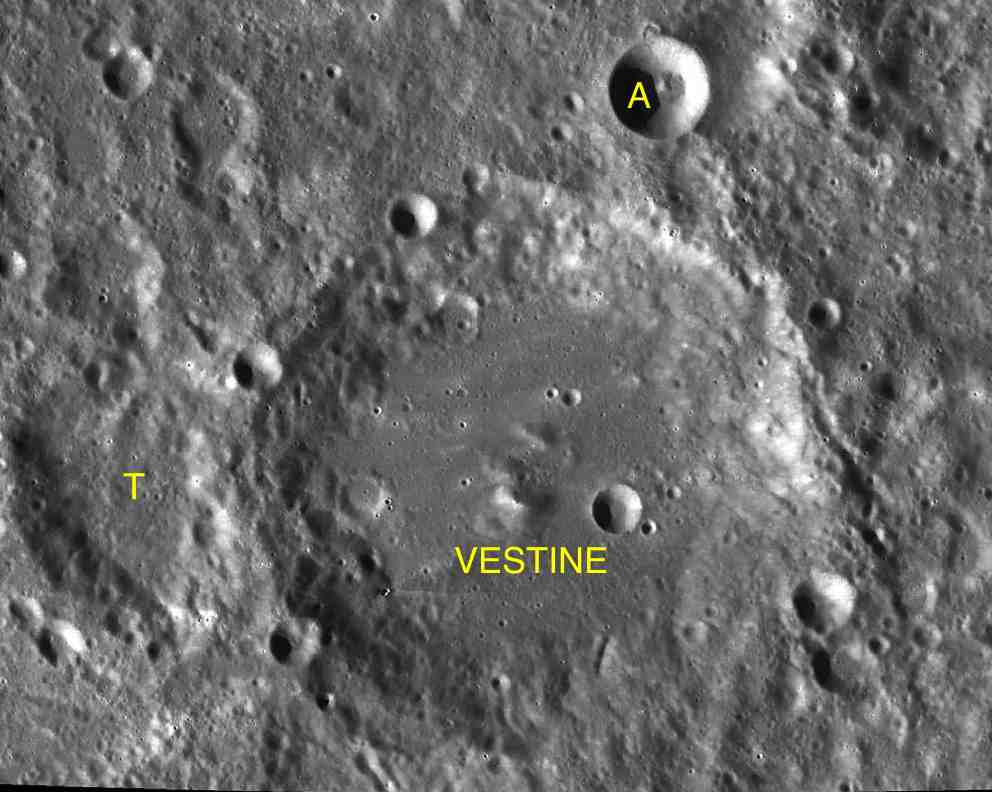
LAC-29 地图.

| 维斯廷 | 纬度    | 经度    | 直径    |
| ------ | ------- | ------- | ------- |
| A      | 36.2° N | 94.8° E | 17 公里 |
| T      | 33.9° N | 91.1° E | 49 公里 |